# Versigny (Oise)
Versigny település Franciaországban, Oise megyében. Lakosainak száma 348 fő (2022. január 1.). Versigny Baron, Auger-Saint-Vincent, Montagny-Sainte-Félicité, Nanteuil-le-Haudouin, Ormoy-Villers, Péroy-les-Gombries és Rosières községekkel határos.

## Népesség
A település népessége az elmúlt években az alábbi módon változott:
| Lakosok száma | 382  | 378  | 391  | 380  | 370  | 360  | 350  | 347  | 348  |
|               | 2013 | 2015 | 2016 | 2017 | 2018 | 2019 | 2020 | 2021 | 2022 |